# Aricidea punctata
Aricidea punctata är en ringmaskart som beskrevs av Katzmann 1973. Aricidea punctata ingår i släktet Aricidea och familjen Paraonidae. Inga underarter finns listade i Catalogue of Life.